# Världskrig
Ett världskrig är ett krig av så stor omfattning att man kan säga att det utkämpas på en global nivå.
Som världskrig räknas första världskriget och andra världskriget, eftersom dessa krig innehöll krigsskådeplatser över hela världen samt aktörer från flera olika världsdelar. Tiden mellan dessa världskrig kallas för mellankrigstiden. Enligt många historiker inleddes en ny epok i och med första världskrigets utbrott, och en ansenlig mängd historierelaterade böcker antingen slutar eller börjar vid denna händelsen.
Av sin samtid kallades första världskriget helt enkelt för "världskriget", och denna beteckning användes under mellankrigstiden, som då kallades "efterkrigstiden".
Till världskrigen kan även räknas trettioåriga kriget, sjuårskriget och Napoleonkrigen. Även i dessa krig utkämpades striderna över hela klotet men de krigförande parterna var alla från samma världsdel, Europa (USA deltog dock i Napoleonkrigen). Många europeiska stater hade vid denna tid flera besittningar utanför Europa.
Tredje världskriget och fjärde världskriget används ibland, men med varierande innebörd. Uttrycken syftar antingen på tänkta framtida krig eller på lågnivåkonflikter efter andra världskriget, till exempel kalla kriget eller kriget mot terrorismen.

## Källhänvisningar
1. ↑   världskrig i Nationalencyklopedins nätupplaga. Läst 31 januari 2015.